# Votations fédérales de 2014 en Suisse
Douze votations fédérales ont été organisées en 2014 en Suisse.

## Mois de février
Le 9 février 2014, trois objets sont soumis à la votation : deux initiatives populaires et un référendum.
1. L'Initiative populaire « Financer l'avortement est une affaire privée - Alléger l'assurance-maladie en radiant les coûts de l'interruption de grossesse de l'assurance de base »
  - L'initiative propose de modifier l'article 117 de la Constitution fédérale pour y ajouter un troisième alinéa spécifiant que les coûts liés à l'avortement ne sont pas pris en charge par l'assurance maladie obligatoire.
2. L'Initiative populaire « Contre l'immigration de masse »
  - L'initiative propose d'ajouter un article 121a à la Constitution fédérale indiquant que le pays « gère de manière autonome l’immigration des étrangers » en fixant des quotas annuels selon les besoins de l'économie « dans le respect du principe de la préférence nationale ».
3. Un référendum portant règlement du financement et de l’aménagement de l’infrastructure ferroviaire (contre-projet direct à l’initiative populaire « Pour les transports publics »)

### Résultats
| Question                            | Pour      | Pour | Contre    | Contre | Invalide/ blanc | Total     | Inscrits  | Partici- pation | Cantons pour | Cantons pour | Cantons contre | Cantons contre | Résultat |
| Question                            | Votes     | %    | Votes     | %      | Invalide/ blanc | Total     | Inscrits  | Partici- pation | Entiers      | Demi         | Entiers        | Demi           | Résultat |
| ----------------------------------- | --------- | ---- | --------- | ------ | --------------- | --------- | --------- | --------------- | ------------ | ------------ | -------------- | -------------- | -------- |
| Non financement de l'avortement     | 873,060   | 30.2 | 2,019,549 | 69.8   | 47,558          | 2,940,167 | 5,211,426 | 56.42           | 0            | 1            | 20             | 5              | Rejetée  |
| Contre l’immigration de masse       | 1,463,854 | 50.3 | 1,444,552 | 49.7   | 39,750          | 2,948,156 | 5,211,426 | 56.57           | 12           | 5            | 8              | 1              | Acceptée |
| Infrastructure ferroviaire          | 1,776,878 | 62.0 | 1,088,176 | 38.0   | 65,723          | 2,930,777 | 5,211,426 | 56.24           | 19           | 6            | 1              | 0              | Acceptée |
| Source: Gouvernement Suisse 1, 2, 3 |           |      |           |        |                 |           |           |                 |              |              |                |                |          |

## Mois de mai
Le 18 mai 2014, quatre objets sont soumis à la votation : deux initiatives populaires et deux référendums.
1. L’Initiative populaire « Pour que les pédophiles ne travaillent plus avec des enfants »
  - Cette initiative vise à ajouter un paragraphe à l'article 123 de la Constitution fédérale pour préciser que toute personne condamnée pour « avoir porté atteinte à l’intégrité sexuelle d’un enfant ou d’une personne dépendante » n'est plus autorisée à pratiquer une activité (professionnelle ou bénévole) en contact avec des mineurs ou des personnes dépendantes.
2. L'Initiative populaire « Pour la protection de salaires équitables »
  - L'initiative propose de modifier la Constitution fédérale en y ajoutant un article 110a spécifiant que « la Confédération et les cantons adoptent des mesures pour protéger les salaires sur le marché du travail », et ceci en particulier en fixant un salaire minimum légal indexé sur l'évolution des prix. Elle précise également, dans les dispositions transitoires, que ce salaire minimum est fixé à 22 francs de l'heure.
3. Un référendum portant sur les soins médicaux de base (Contre-projet direct à l'Initiative populaire « Oui à la médecine de famille »)
4. Un référendum portant sur le fonds d'acquisition de l'avion de combat Gripen (Loi sur le fonds Gripen)

### Résultats
| Question                                 | Pour      | Pour  | Contre    | Contre | Invalide/ blanc | Total     | Inscrits  | Partici- pation | Cantons pour | Cantons pour | Cantons contre | Cantons contre | Résultat |
| Question                                 | Votes     | %     | Votes     | %      | Invalide/ blanc | Total     | Inscrits  | Partici- pation | Entiers      | Demi         | Entiers        | Demi           | Résultat |
| ---------------------------------------- | --------- | ----- | --------- | ------ | --------------- | --------- | --------- | --------------- | ------------ | ------------ | -------------- | -------------- | -------- |
| Restrictions sur les pédophiles          | 1,819,822 | 63.53 | 1,044,704 | 36.47  | 68,733          | 2,933,259 | 5,221,519 | 56.18           | 20           | 6            | 0              | 0              | Acceptée |
| Salaire minimum                          | 687,571   | 23.73 | 2,210,192 | 76.27  | 45,152          | 2,942,915 | 5,221,519 | 56.36           | 0            | 0            | 20             | 6              | Rejetée  |
| Soins médicaux de base                   | 2,480,870 | 88.07 | 336,196   | 11.93  | 98,927          | 2,915,993 | 5,221,519 | 55.85           | 20           | 6            | 0              | 0              | Acceptée |
| Fonds d'acquisition du Gripen            | 1,345,726 | 46.59 | 1,542,761 | 53.41  | 52,649          | 2,941,136 | 5,221,519 | 56.33           |              |              |                |                | Rejetée  |
| Source: Gouvernement Suisse 1, 2, 3 et 4 |           |       |           |        |                 |           |           |                 |              |              |                |                |          |

## Mois de septembre
Le 28 septembre 2014, deux objets sont soumis à la votation : il s'agit de deux initiatives populaires.
1. L'Initiative populaire « Pour une caisse publique d'assurance-maladie »
  - L'initiative propose de modifier l'article 117 de la Constitution fédérale pour spécifier que l'assurance-maladie est gérée « par une institution nationale unique de droit public » et des agences cantonales qui, elles, sont chargées de fixer et d'encaisser les primes ainsi que de payer les prestations.
2. L'Initiative populaire « Stop à la TVA discriminatoire pour la restauration ! »
  - L'initiative propose d'ajouter un alinéa 1bis à l'article 130 de la Constitution fédérale précisant que « les prestations de la restauration sont imposées au même taux que la livraison de denrées alimentaires ».

### Résultats
| Question                         | Pour    | Pour | Contre    | Contre | Invalide/ blanc | Total     | Inscrits  | Partici- pation | Cantons pour | Cantons pour | Cantons contre | Cantons contre | Résultat |
| Question                         | Votes   | %    | Votes     | %      | Invalide/ blanc | Total     | Inscrits  | Partici- pation | Entiers      | Demi         | Entiers        | Demi           | Résultat |
| -------------------------------- | ------- | ---- | --------- | ------ | --------------- | --------- | --------- | --------------- | ------------ | ------------ | -------------- | -------------- | -------- |
| Caisse d'assurance-maladie       | 933,012 | 38.2 | 1,512,036 | 61.8   | 27,247          | 2,472,295 | 5,240,533 | 47.2            | 4            | 0            | 16             | 6              | Rejetée  |
| TVA dans la restauration         | 684,563 | 28.5 | 1,718,827 | 71.5   | 57,419          | 2,460,809 | 5,240,533 | 47.0            | 0            | 0            | 20             | 6              | Rejetée  |
| Source: Gouvernement Suisse 1, 2 |         |      |           |        |                 |           |           |                 |              |              |                |                |          |

## Mois de novembre
Le 30 novembre 2014, trois objets sont soumis à la votation : il s'agit de trois initiatives populaires.
1. L'Initiative populaire « Sauvez l'or de la Suisse »
  - L'initiative propose d'ajouter un article 99a à la Constitution fédérale spécifiant que les réserves d'or de la Banque nationale suisse sont inaliénables et doivent être stockées en Suisse. Cet article précise également que les actifs du pays doivent être composés au moins de 20 % d'or.
2. L’Initiative populaire « Halte à la surpopulation - Oui à la préservation durable des ressources naturelles »
  - L'initiative propose de modifier la Constitution fédérale en y ajoutant un article 73a qui vise à faire en sorte que « la population résidant en Suisse ne dépasse pas un niveau qui soit compatible avec la préservation durable des ressources naturelles », en particulier en limitant l'accroissement migratoire de la population à 0,2 % en moyenne sur une période de trois ans. L'article prévoit également l'affectation d'au moins 10 % des moyens attribués à la coopération internationale au développement « au financement de mesures visant à encourager la planification familiale volontaire ».
3. L'Initiative populaire « Halte aux privilèges fiscaux des millionnaires » (abolition des forfaits fiscaux)
  - L'initiative propose de modifier l'article 127 de la Constitution fédérale pour rendre illicite les privilèges fiscaux accordé aux personnes physiques, et en particulier l'imposition d'après la dépense.

### Résultats
| Question                            | Pour      | Pour | Contre    | Contre | Invalide/ blanc | Total     | Inscrits  | Partici- pation | Cantons pour | Cantons pour | Cantons contre | Cantons contre | Résultat |
| Question                            | Votes     | %    | Votes     | %      | Invalide/ blanc | Total     | Inscrits  | Partici- pation | Entiers      | Demi         | Entiers        | Demi           | Résultat |
| ----------------------------------- | --------- | ---- | --------- | ------ | --------------- | --------- | --------- | --------------- | ------------ | ------------ | -------------- | -------------- | -------- |
| Initiative sur l'or                 | 580,528   | 22.7 | 1,974,137 | 77.3   | 59,235          | 2,613,900 | 5,247,489 | 49.8            | 0            | 0            | 20             | 6              | Rejetée  |
| Seuils migratoires                  | 671,099   | 25.9 | 1,920,454 | 74.1   | 31,147          | 2,622,700 | 5,247,489 | 50.0            | 0            | 0            | 20             | 6              | Rejetée  |
| Abolition des forfaits fiscaux      | 1,053,125 | 40.8 | 1,528,114 | 59.2   | 37,529          | 2,618,768 | 5,247,489 | 49.9            | 1            | 0            | 19             | 6              | Rejetée  |
| Source: Gouvernement Suisse 1, 2, 3 |           |      |           |        |                 |           |           |                 |              |              |                |                |          |